# Automedonte

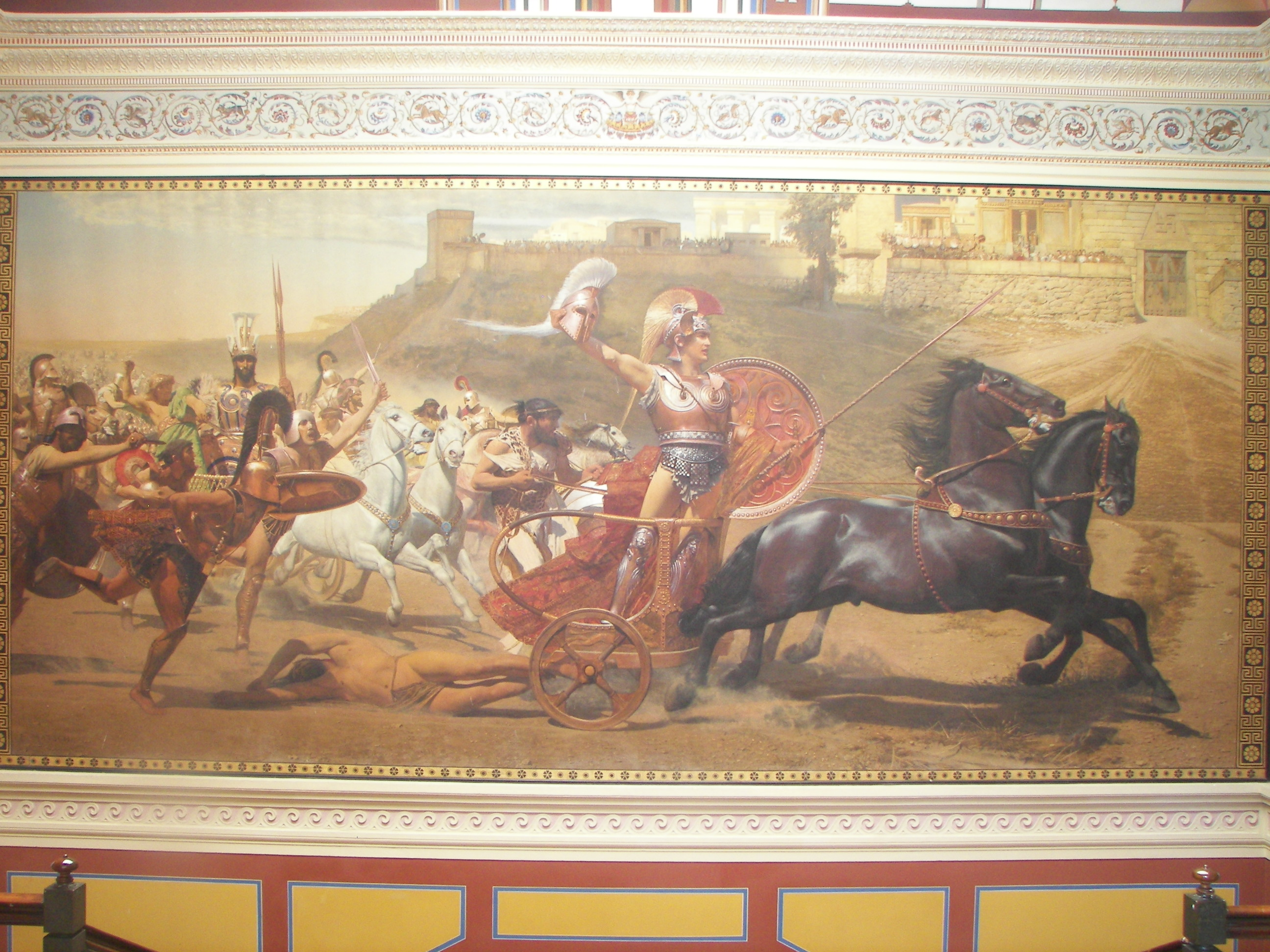
Fresco de finales del s. XIX, en el Aquileón: El carro de Aquiles arrastra el cuerpo de Héctor.

En la mitología griega, Automedonte (Αὐτομέδων), hijo de Diores, era el auriga de Aquiles y su compañero durante el combate en la guerra de Troya. Su nombre se ha convertido en sinónimo de cochero fiel y hábil.
En la Ilíada de Homero, Automedonte condujo el carro a la batalla cuando Patroclo vistió la armadura de Aquiles, guiando a los caballos Janto y Balio. Tras la muerte de Patroclo, Automedonte volvió a la retaguardia de la batalla, donde intentó consolar a los afligidos caballos. 
Finalmente Zeus intervino, y Automedonte volvió a la batalla, pero no pudo ayudar a los aqueos hasta que Álcimo accedió a ser su auriga. Automedonte repelió un ataque mortal de Héctor, Eneas, Cromio y Areto, mató a este último y se llevó su armadura.
En la iconografía antigua, Automedonte aparece como personaje en una de las escenas representadas en el vaso François, datado hacia el 565 a. C. La escena representa una versión de la carrera de carros de los juegos en honor de Patroclo en la que Automedonte aparece llegando a la meta en segundo lugar.
Automedonte pasó a servir a Neoptólemo, hijo de Aquiles, tras la muerte de este.

## Galería

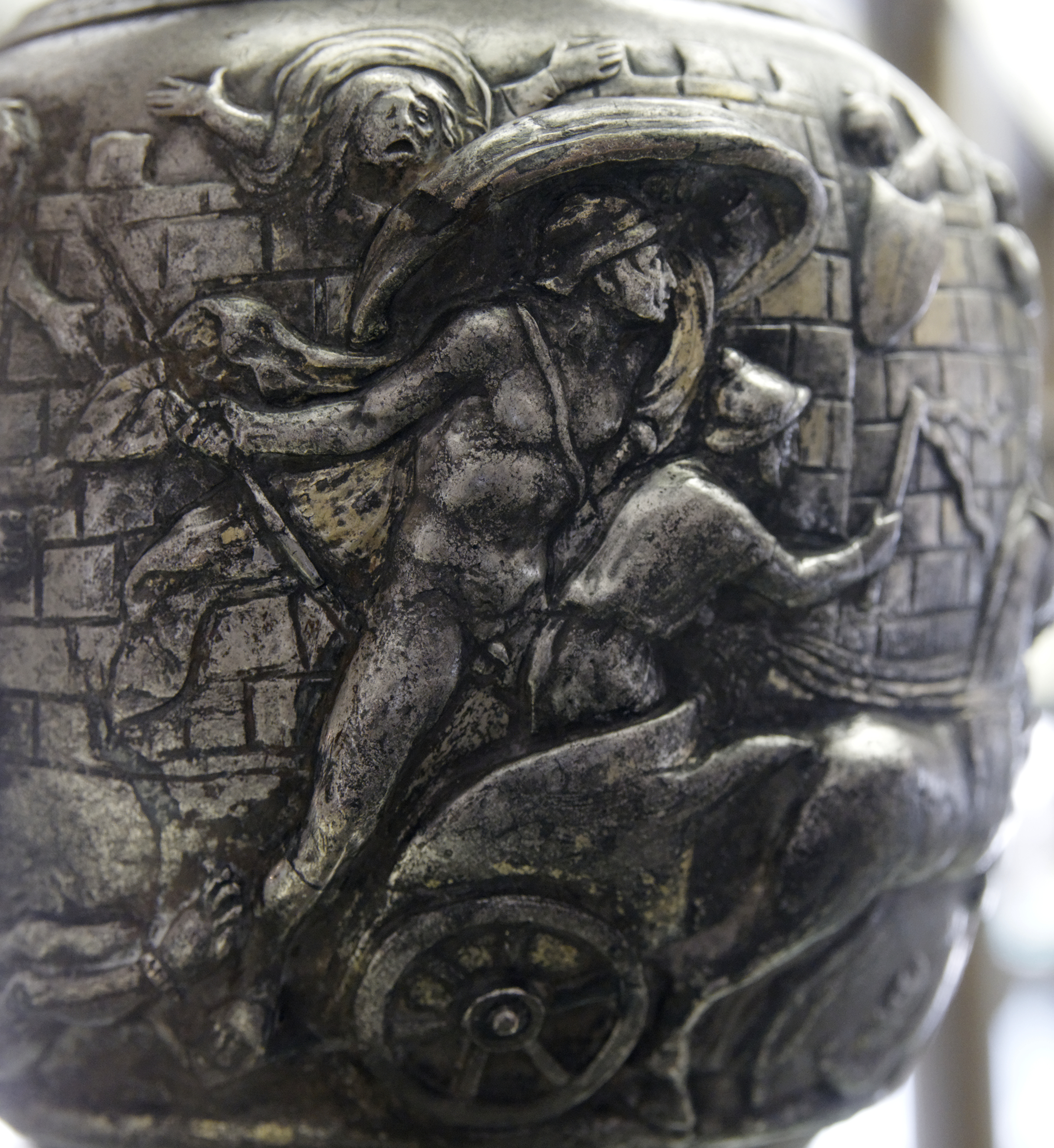
El carro de Aquiles arrastra el cuerpo de Héctor. Enócoe de plata de la primera mitad del s. I d. C. Gabinete de Medallas de la Biblioteca Nacional de Francia.
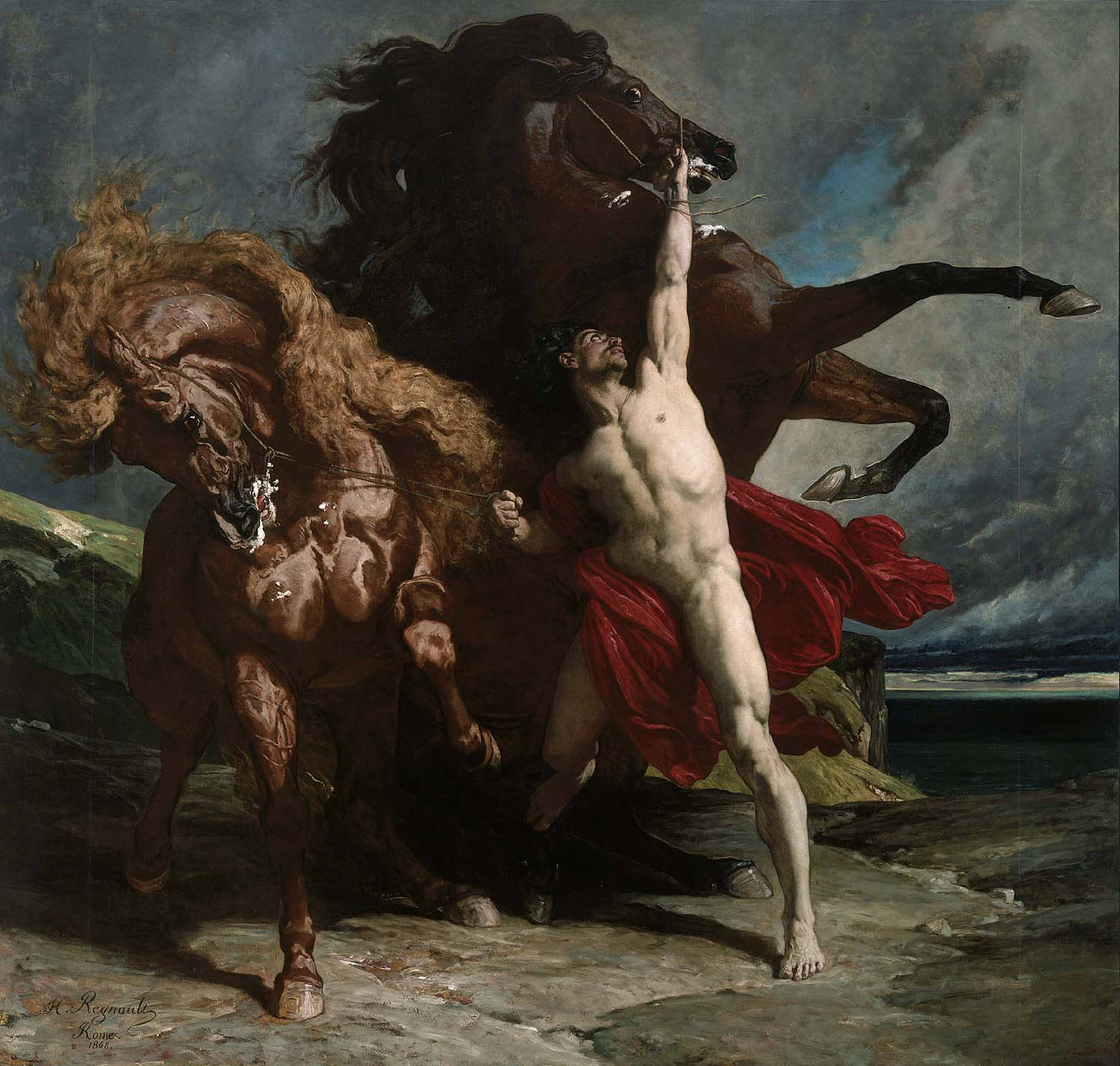
Henri Regnault (1843 – 1871): Automedonte con los caballos de Aquiles (Automédon avec les chevaux d'Achille). Óleo en lienzo. 1868.